# Pola de Lena
Pola de Lena är en ort i Spanien.   Den ligger i provinsen Province of Asturias och regionen Asturien, i den norra delen av landet, 300 km nordväst om huvudstaden Madrid. Pola de Lena ligger 308 meter över havet och antalet invånare är 12 766.
Terrängen runt Pola de Lena är kuperad åt sydost, men åt nordväst är den bergig. Pola de Lena ligger nere i en dal. Runt Pola de Lena är det ganska glesbefolkat, med 36 invånare per kvadratkilometer. Närmaste större samhälle är Mieres, 11,1 km nordost om Pola de Lena. I omgivningarna runt Pola de Lena växer i huvudsak blandskog.